# Z4 (serie de televisión)
Z4 (estilizado como z4) es una serie de televisión brasileña de drama adolescente y comedia producida por Disney Channel en asociación con SBT, Sony Music, Formata Produções y Realiza Network. La serie se estrenó originalmente el 25 de julio de 2018 por SBT y cinco días después se estrenó por Disney Channel en Brasil.
Está protagonizada por Werner Schünemann, Gabriel Santana, Manu Gavassi, Pedro Rezende, Apollo Costa, Paulo Dalagnoli, Matheus Lustosa, Diego Montez, Clara Caldas y Marina Brandão.
La serie se estrenó el 6 de mayo de 2019 por Disney Channel en Latinoamérica.
El 10 de diciembre de 2018, se lanzó mundialmente en el servicio de streaming de Netflix.

## Sinopsis

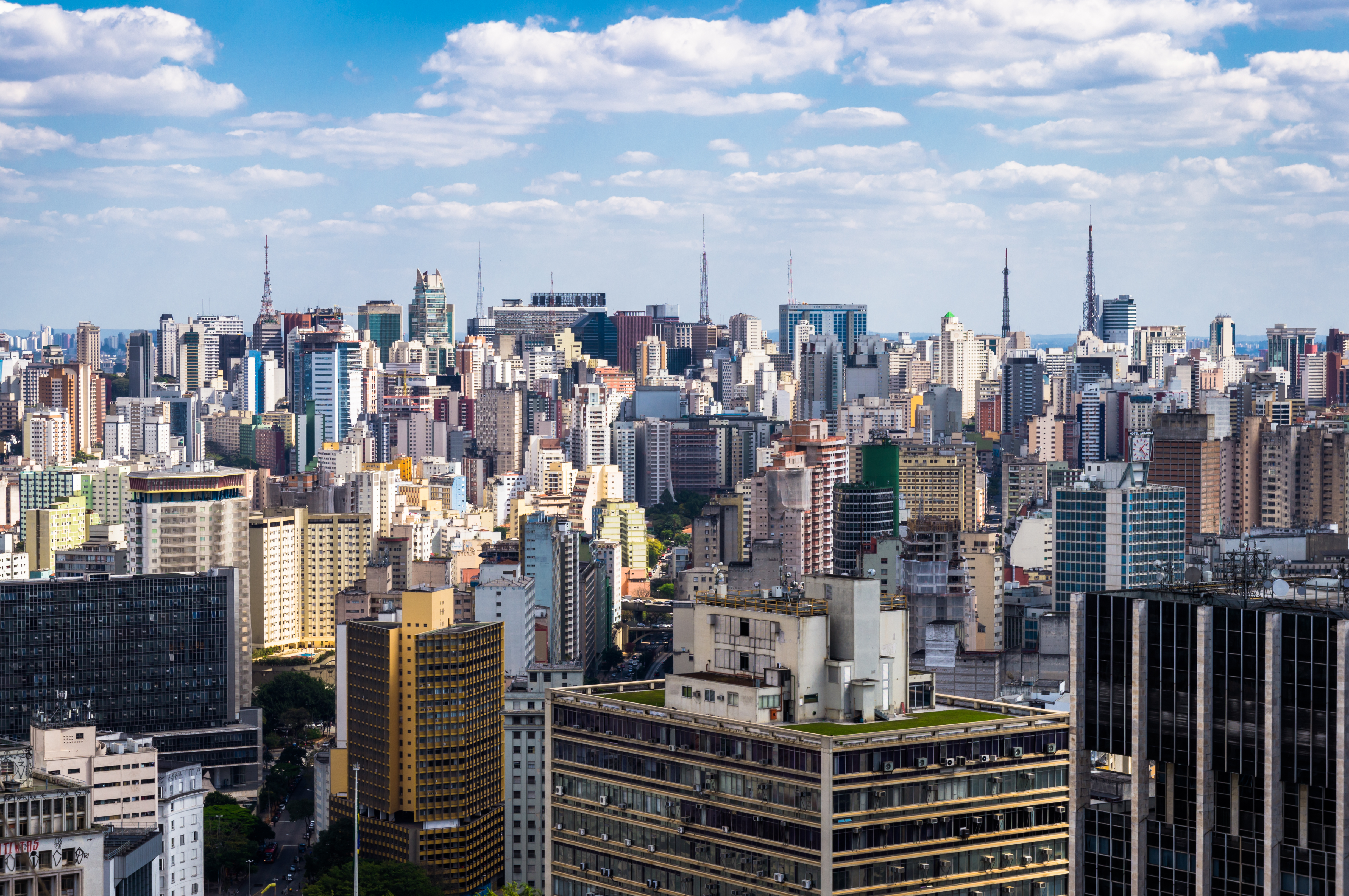
São Paulo; principal localización de las grabaciones de la serie.

Después de llevar a la fama a varios artistas, José "Zé" Toledo (Werner Schünemann) vive una fase difícil. Hace años que no emplaca una banda en las listas de éxitos. Cada día que pasa, es ignorado mayoritariamente por la industria discográfica y por los cantantes que ayudó a llegar a la fama. Zé decide montar una nueva boy band al escenario musical, dispuesto a probar que todavía logra lanzar un nuevo fenómeno en el escenario musical en Brasil.
Para impulsar a la banda, llama a Luca (Pedro Rezende), Luca es un famoso influencer y youtuber, que cuenta con un enorme éxito en las redes sociales, gracias a un canal que posee en donde habla sobre música. Enzo (Apollo Costa), joven de familia rica que fue criado para amar la música clásica. Paulo (Gabriel Santana), un exbailarín que afronta las dificultades de la vida con mucho ritmo y swing. Rafael (Matheus Lustosa), chico romántico y tímido, que legusta componer canciones de amor.
Para lograr esta misión, Zé cuenta con la ayuda de su hija Pâmela (Manu Gavassi). Ella trabaja como profesora de danza en el "Taller de Cultura y Arte" en São Paulo y será la coreógrafa de la banda. Y de Judith (Angela Dippe), responsable de cuidar de los chicos, que van a vivir en la casa de Zé. En la casa recibirán lecciones para convertirse en grandes pop stars. Entre las clases de canto y danza, Luca, Enzo, Pablo y Rafael tienen que lidiar con la intransigencia de Zé. Él quiere hacer todo de su manera. Con conceptos algo anticuados, Zé más enturbia que ayuda a los jóvenes realmente. Poco a poco, ellos convencen al productor musical para oírlos y la Z4 comienza su despegue.
Para lograr el éxito, Zé, Luca, Enzo, Pablo y Rafael van a tener que enfrentarse a las trampas del DJ Felipe Vasques (Diego Montez) —exnovio de Pamela que culpa a la banda por el final de la relación con la profesora de danza— Giovana (Marina Brandão), alumna de Pamela que hace cualquier cosa para convertirse en una bailarina famosa.

## Reparto

### Principal
- Werner Schünemann como José "Zé" Toledo
- Manu Gavassi como	Pâmela Toledo
- Apollo Costa como Enzo Mollinari Ribeiro
- Gabriel Santana como Paulo Almeida dos Santos
- Pedro Rezende como Luca Muller
- Matheus Lustosa como Rafael Alegría
- Diego Montez como Felipe Vasques
- Angela Dip como Judith Valadares
- Clara Caldas como Débora Werner
- Marina Brandão como Giovana Renzo

### Secundario
- Viviane Santos como Jéssica Almeida
- Nicholas Torres como Leandro Renzo
- Matheus Chequer como Manoel
- Rayssa Zago como Cibele
- Stephanie D’Amico como Nina
- Pedro Lopes como Luiz
- Paulo Dalagnoli como	Ramiro
- Negra Li como	Fátima Almeida
- Patrícia de Sabrit como Maria Lúcia Molinari Ribeiro
- Carol Loback como Alícia Muller
- Luiz Machado como Marcus Muller
- Gabriel Miller como Mahavishnu Muller
- Flavio Faustinoni como Humberto Molinari Ribeiro
- Marcos Machado como Carlos dos Santos
- César Pezzuoli como Alfredo Alegría
- Bárbara Bruno como Dona Emília Fontes

### Participaciones especiales
- Miguel Nader como "Vigilante"
- Rogério Troiani como Jotinha

## Producción
Es la segunda producción original de Disney Channel en Brasil, después de la serie de televisión juvenil Juacas. La serie fue producida por Disney Channel Brasil, en coproducción con Disney Channel Latinoamérica, Realiza Network y SBT. La serie tardó tres años en concretarse por desacuerdos de los productores, hasta que finalmente comenzó su producción en 2018. Cada capítulo de la serie, tiene una duración de media hora cada uno, costó R$ 500 mil, en promedio, según la producción de la serie.